# Krš i lom (album)
Krš i lom je drugi live album srpskog garage rock/punk rock sastava Partibrejkers, kojeg je objavio Odličan Hrčak 2010. Slobodnu digitalnu kopiju albuma na intenretu omogućila je diskografska kuća Exit Music.

## Popis pjesama
| 1.    | »Noć«                | 2:41  |
| 2.    | »Ako si«             | 2:08  |
| 3.    | »Lobotomija«         | 2:44  |
| 4.    | »Ćutanje«            | 2:41  |
| 5.    | »Žurim«              | 2:42  |
| 6.    | »Put«                | 6:27  |
| 7.    | »Hiljadu godina]«    | 7:22  |
| 8.    | »Noćas u gradu«      | 4:25  |
| 9.    | »Kreni prema meni«   | 2:47  |
| 10.   | »Hipnotisana gomila« | 2:21  |
| 11.   | »Hoću da znam«       | 4:09  |
| 12.   | »Ulični hodač«       | 12:51 |
| 13.   | »Ona živi na brdu«   | 2:29  |
| 14.   | »Stoj Džoni«         | 4:10  |
| 59:21 |                      |       |

## Sudjelovali na albumu
Partibrejkers
- Nebojša Antonijević "Anton" — gitara, producent
- Zoran Kostić "Cane" — vokal
- Darko Kurjak — drumovi
- Zlatko Veljović "Laki" — bas-gitara

Dodatno osoblje
- Sale Janković — producnt
- Igor Borojević — zvuk
- Iva Rakić — dizajn
- Aleksandar Polzović "Zvono — fotografija
- Branko Galičić — fotografija
- Stanislav Milojković — fotografija